# Bataille de la Nakatomi-gawa
La bataille de la Nakatomi-gawa (中富川の戦い) se déroule les 27 et 28 août 1582 sur l'île de Shikoku entre le clan Chōsokabe et le clan Miyoshi. Les armées se rencontrent sur les berges de la Nakatomi-gawa le 27, l'armée Chōsokabe forte de 23 000 hommes bénéficiant d'une nette supériorité numérique. Le jour suivant, Chōsokabe Motochika envoie 20 000 de ses hommes affronter l'armée Miyoshi de l'autre côté de la rivière et après de violents combats les Miyoshi sont défaits et perdent 800 hommes tandis que les Chōsokabe en perdent 600.

## Source de la traduction
- (en) Cet article est partiellement ou en totalité issu de l’article de Wikipédia en anglais intitulé « Battle of Nakatomigawa » (voir la liste des auteurs).